# Zoölogisch specimen

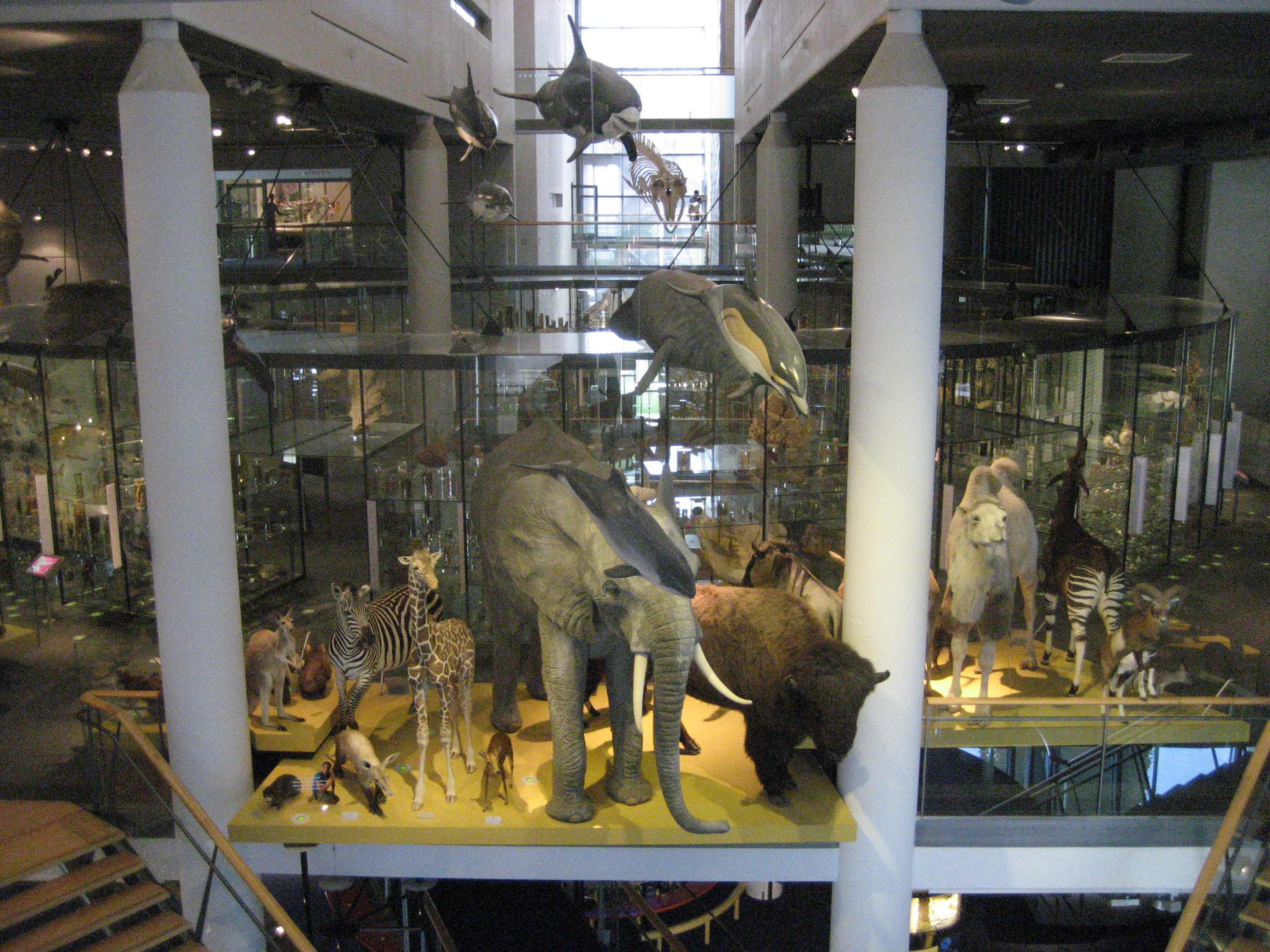
Zoölogische specimens tentoongesteld in Naturalis Biodiversity Center

Een zoölogisch specimen is een dier of een deel van een dier dat wordt bewaard voor wetenschappelijk gebruik. Dat kan zijn om het dier op naam te brengen (determineren), verdere bestudering mogelijk te houden of als object om voorlichting te geven aan een groot publiek. Er zijn een heleboel soorten zoölogische specimens. Enkele voorbeelden: opgevulde, geprepareerde huiden van vogels en zoogdieren (balgen), opgezette dieren, skeletmateriaal, afgietsels (bijvoorbeeld van diersporen), opgespelde insecten (zoals vlinders), gedroogd materiaal, dieren geconserveerd in vloeistoffen zoals alcohol of formaldehyde en microscopische preparaten. Zoölogische specimens worden bewaard en beheerd in natuurhistorische musea. De beheerder van een bepaalde collectie specimens wordt conservator genoemd.

## Balgen
Balgen (als werkwoord) is een conserveringstechniek voor de lichamen van dieren. De lege huid van het dier wordt door een preparateur behandeld met alcohol (zodat haren of veren niet uitvallen), daarna gedroogd en vervolgens opgevuld met watten, houtwol of polyester, in een langgerekte, platte vorm. Bij vogels is soms is een houten stokje in de balg verwerkt dat langer is dan de vogel. Op die manier kan de balg bekeken worden zonder de veren aan te raken. Een balg neemt weinig ruimte in beslag, en kan efficiënt worden opgeslagen. De schedel van het dier wordt bij de balg bewaard.
Dieren worden vaak gebalgd in plaats van opgezet als het lichaam moet worden bewaard voor wetenschappelijk onderzoek, maar niet tentoongesteld. Balgen (zelfstandig naamwoord meervoud) dienen ook als bewijs voor de aanwezigheid van een bijzondere soort in een bepaald gebied. Daarom is documentatie over de plaats, datum en de hoedanigheid waarin het dier is aangetroffen, zeer belangrijk.

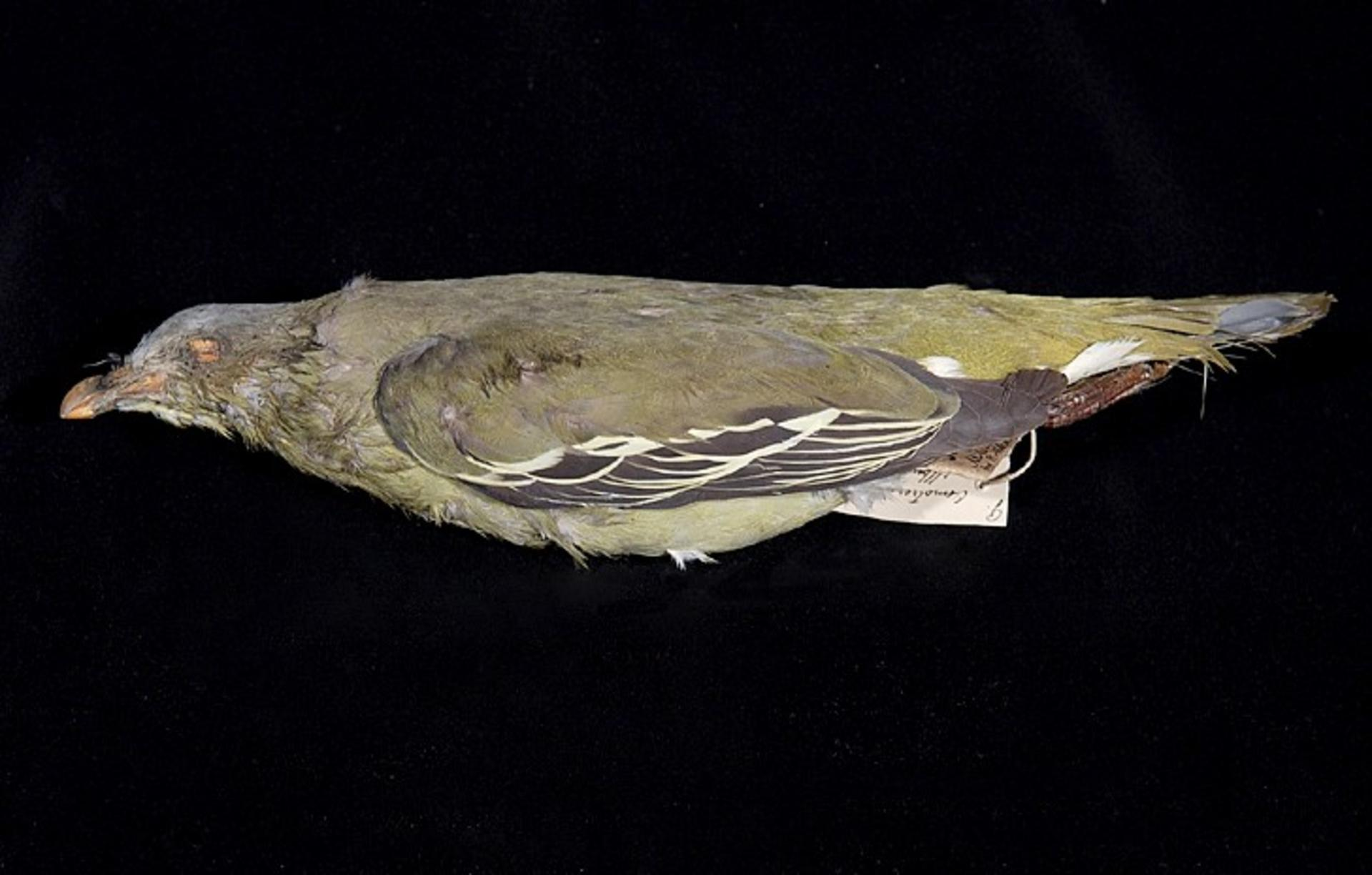
Balg ("skin speciemen") uit 1888 van de florespapegaaiduif (Treron floris) uit de collectie van het Zoölogisch Museum Amsterdam.
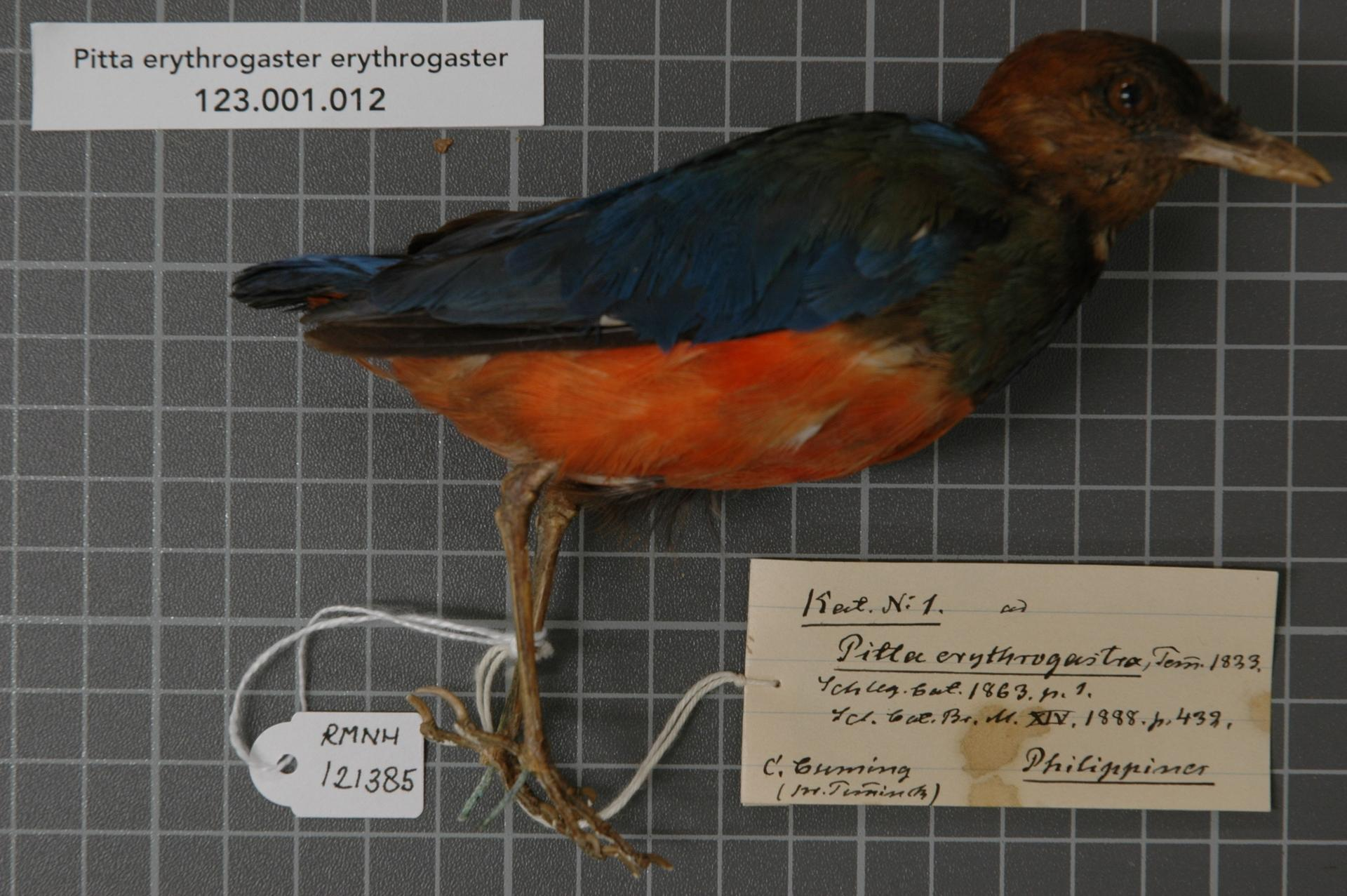
Balg van de Filipijnse pitta (Erythropitta erythrogaster) uit 1823 uit de collectie van Coenraad Jacob Temminck.
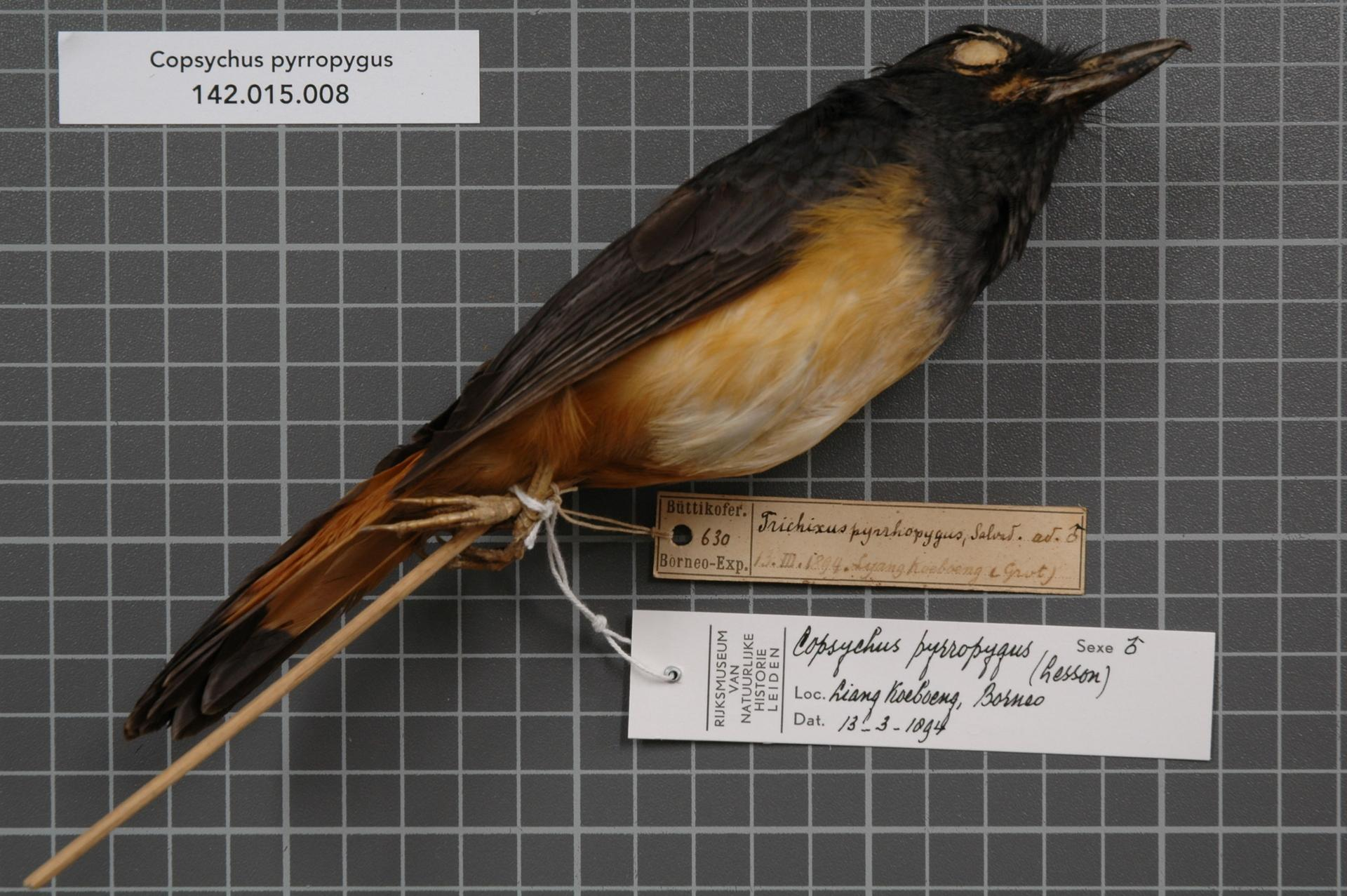
Balg met stokje uit de collectie van Naturalis Biodiversity Center van de vuurstaartshamalijster
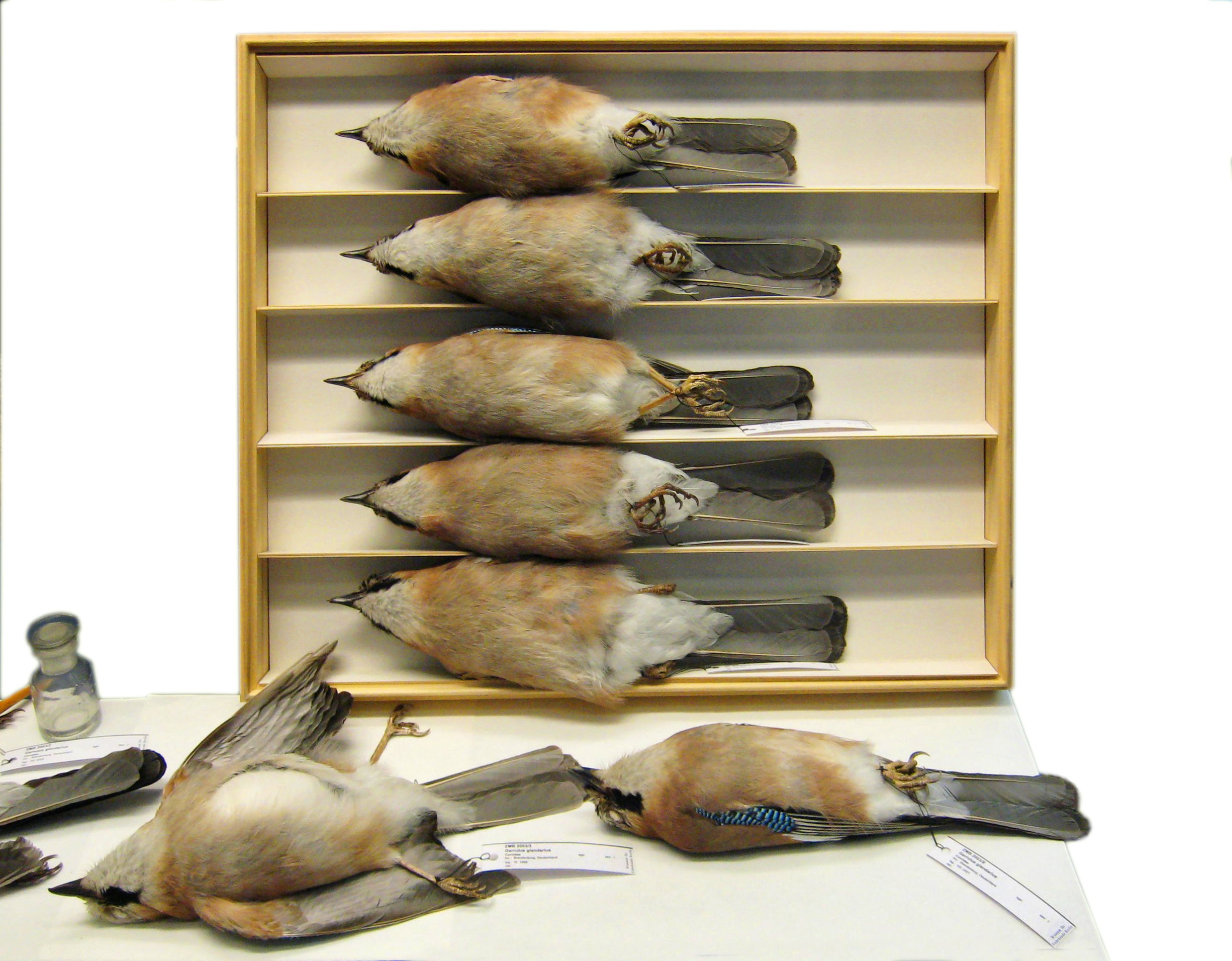
Balgen van gaaien (Garrulus glandarius) uit de collectie van het Berlin Naturkundemuseum

## Skeletpreparaten
Osteologie is de tak van de biologie die zich bezig houdt met de bestudering van botten. Een osteologische verzameling bestaat uit schoongemaakte botten of botresten, schedels van gewervelde dieren, meestal vogels en zoogdieren. De bestudering is onderdeel van de vergelijkende anatomie maar is ook een vakgebied binnen de archeologie voor het op naam brengen van de dieren waarvan botresten worden gevonden. Skeletresten afkomstig van mensen zijn belangrijk bij forensisch onderzoek.

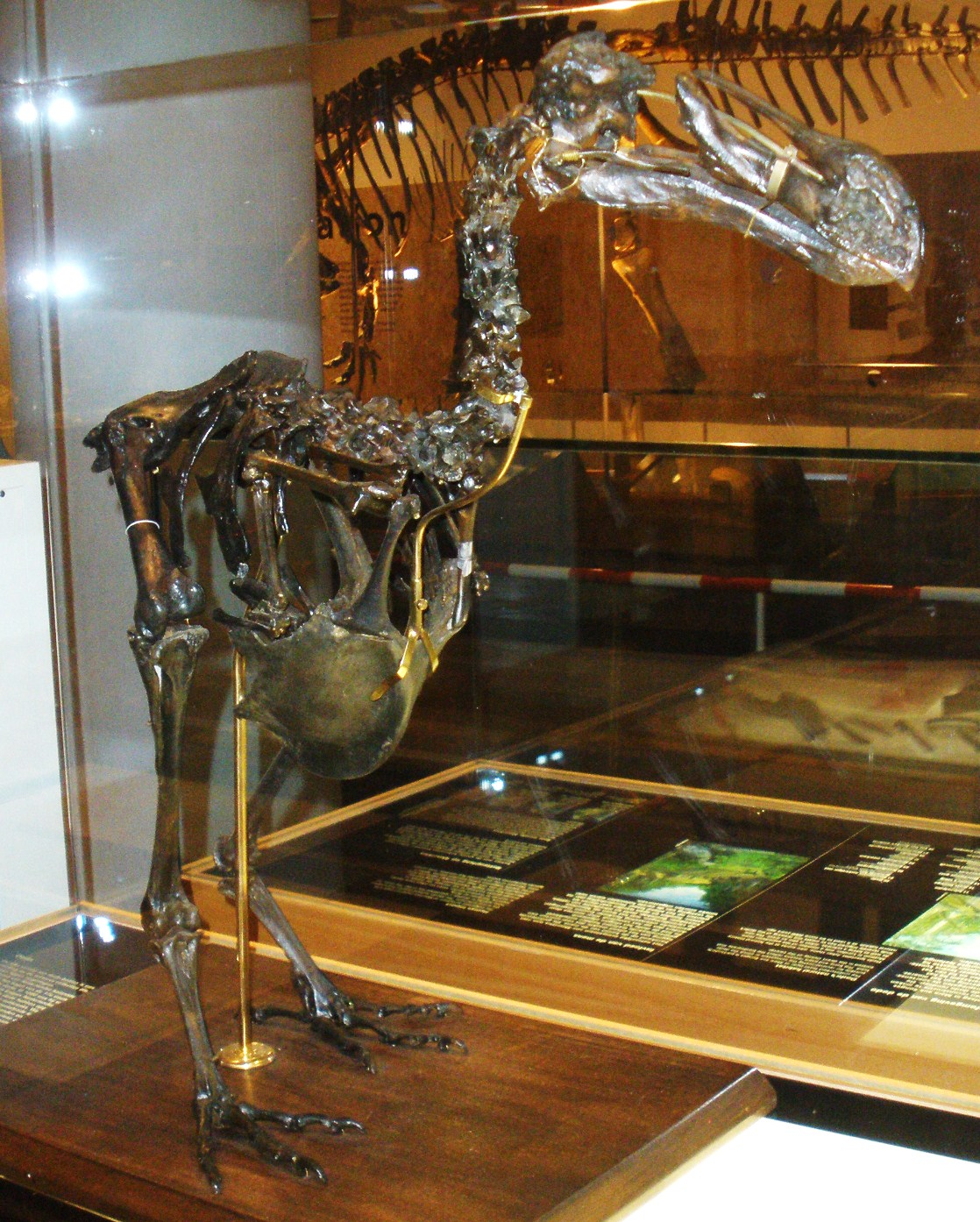
Reconstructie van het skelet van een dodo
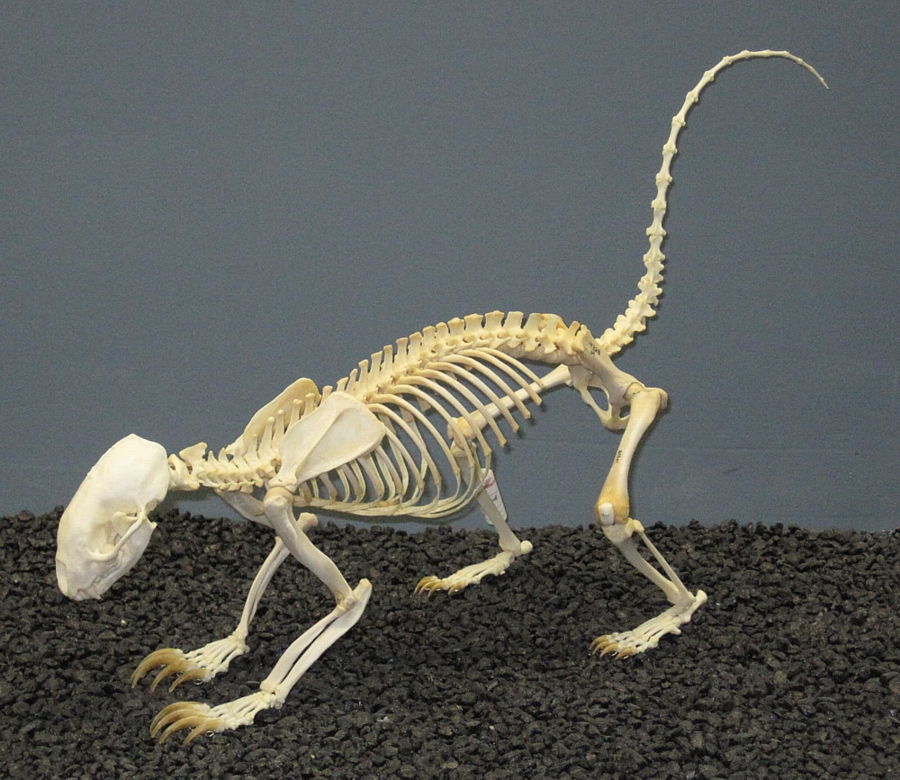
Skelet van een soort stinkdier (Conepatus leuconotus)

## Prepareren van weekdieren

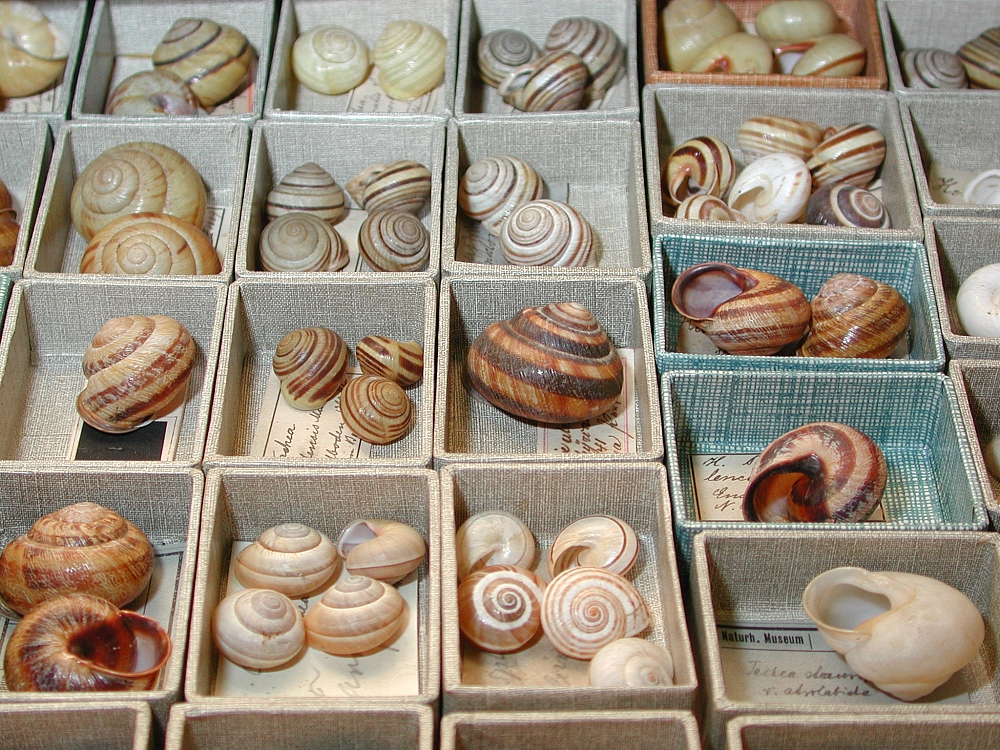
Schelpen uit de collectie van het natuurhistorisch museum van Wiesbaden

De collecties weekdieren in de meeste musea bestaat voornamelijk uit gedroogde schelpdieren, maar ook wel materiaal dat op alcohol wordt bewaard in glazen buizen en potten. Gedroogde schelpen worden in dozen en laden bewaard en zorgvuldig gedocumenteerd naar verzameldatum en plaats van herkomst. Een weinig gangbare term voor de bestudering van gedroogde schelpen is conchologie, de bestudering van weekdieren wordt malacologie genoemd. En daarmee worden de dieren inclusief hun weke lichaamsdelen bedoeld.

## Prepareren van vlinders, andere insecten en vergelijkbare ongewervelde dieren

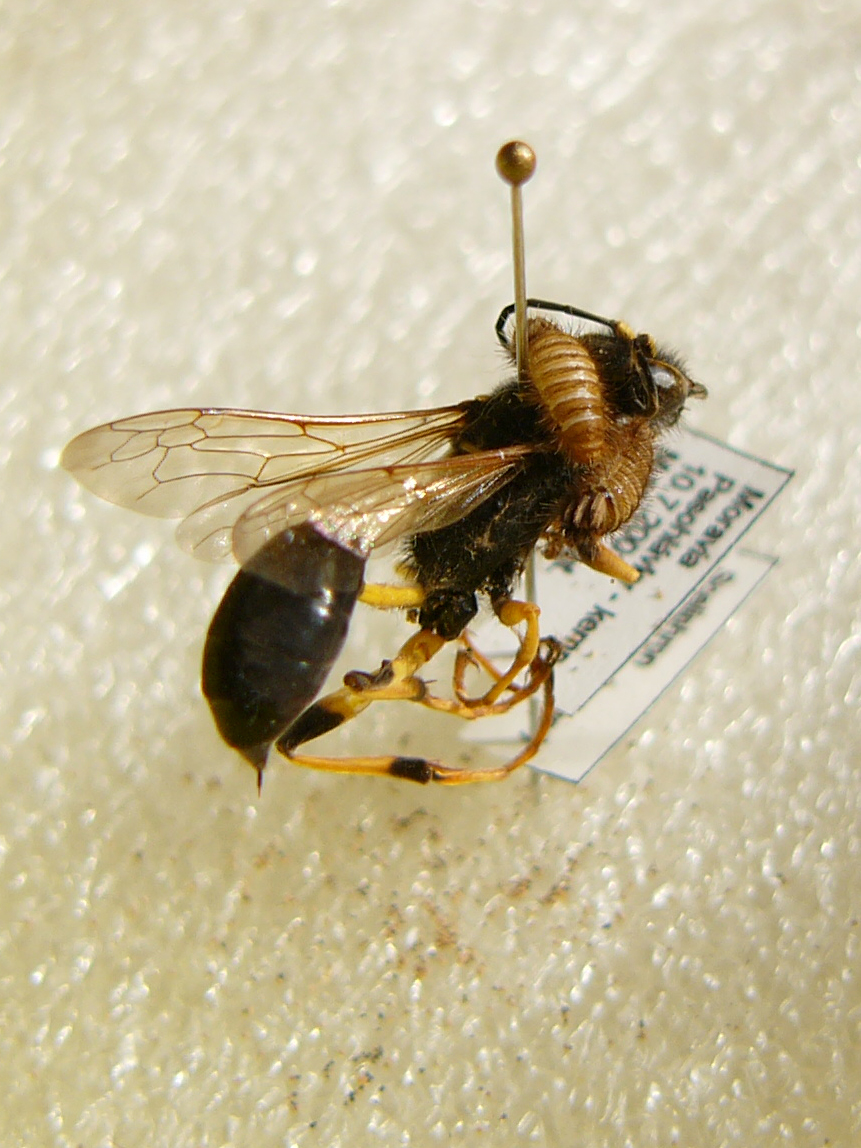
Opgeprikt insect (een soort wesp) dat aangevreten wordt door de museumkever

Insecten en spinnen die een zekere stevige structuur hebben worden in collecties vaak opgeprikt. Nadat ze gedroogd zijn worden ze op speciale roestvrije spelden opgeprikt. Voor hele kleine, kwetsbare insecten worden kleine, puntige spelden gebruikt die vastgelijmd zitten aan kleine kaartjes waarop informatie kan worden geschreven. Zo kunnen deze objecten bekeken worden zonder ze te beschadigen en blijven informatie en object gekoppeld. De opgespelde spinnen en insecten worden bewaard in speciale dozen. Dozen of kasten die open worden gehouden, lopen het risico geïnfecteerd te worden door de museumkever (bijvoorbeeld Anthrenus verbasci) en andere voor museumcollecties schadelijke organismen. Om dat te voorkomen zijn er met glas afgedekte dozen en speciale laden waarin insecticides worden gebruikt. Geleedpotigen die een weke structuur hebben, worden op alcohol of andere fixerende vloeistoffen bewaard. Hele kleine organismen, of in zeer dunne plakjes gesneden materiaal voor microscopisch onderzoek, worden bewaard als microscopisch preparaat.

## Dieren op "sterk water"

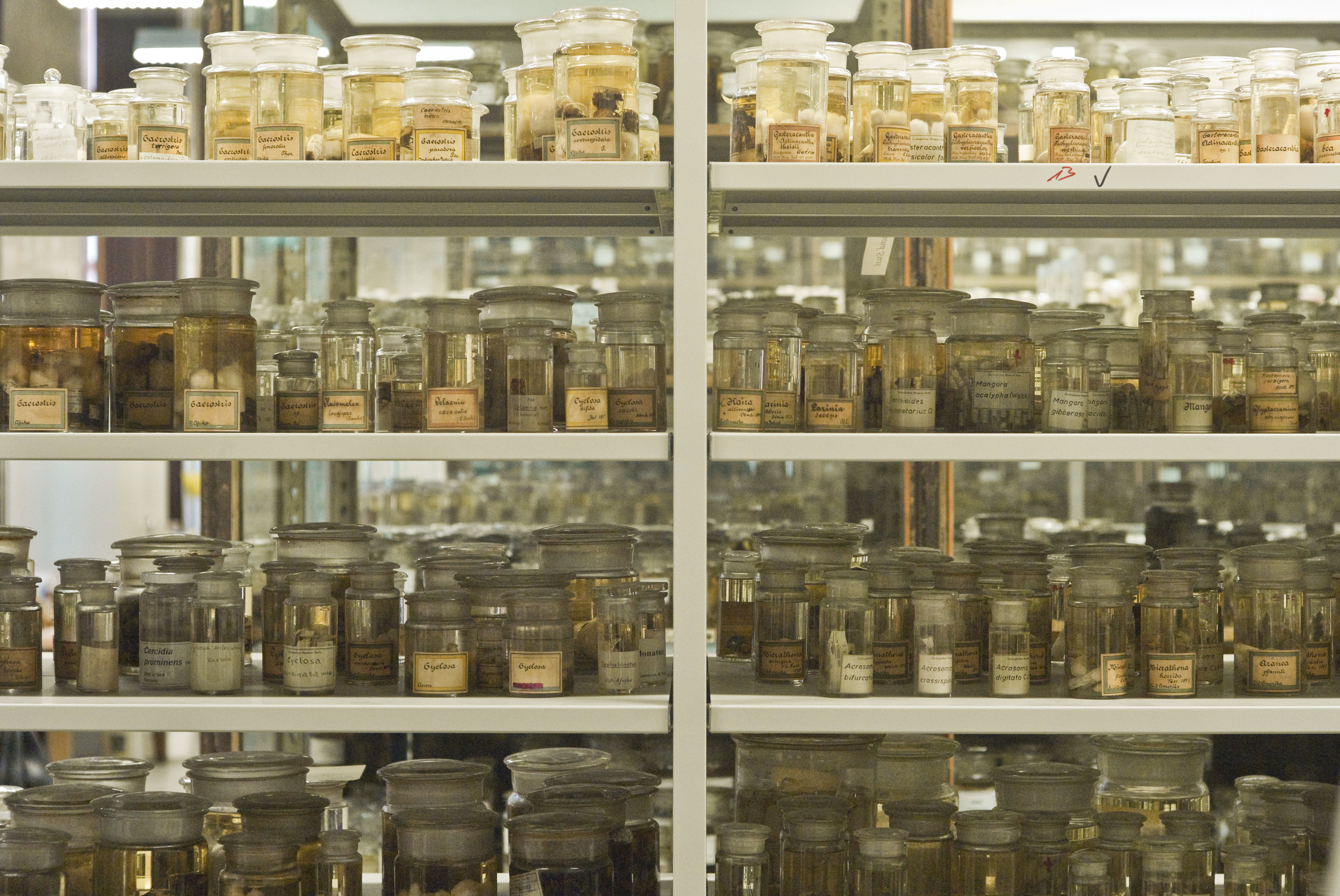
De collectie spinnen bewaard op alcohol van het Berlin Naturkundemuseum

Collecties van zoölogische specimens op sterk water worden bewaard in verschillende soorten vloeistoffen. Een oude methode is een bewaarvloeistof met 70% ethanol en nog een paar toevoegingen. Het object werd eerst gefixeerd in formaldehyde, vroeger soms ook wel in een zoutoplossing. Om ervoor te zorgen dat de objecten niet verbleken en hun oorspronkelijke kleuren behouden, zijn er vloeistofmengsels bedacht waarbij de kleuren behouden blijven. Eigentijdse collecties worden bewaard in speciaal laboratoriumglas dat wordt gemaakt uit boriumsilicaat, het zogenoemde borosilicaatglas. Dit glas is bestendig tegen hoge temperaturen en blijft optimaal doorzichtig.

## Documentatie

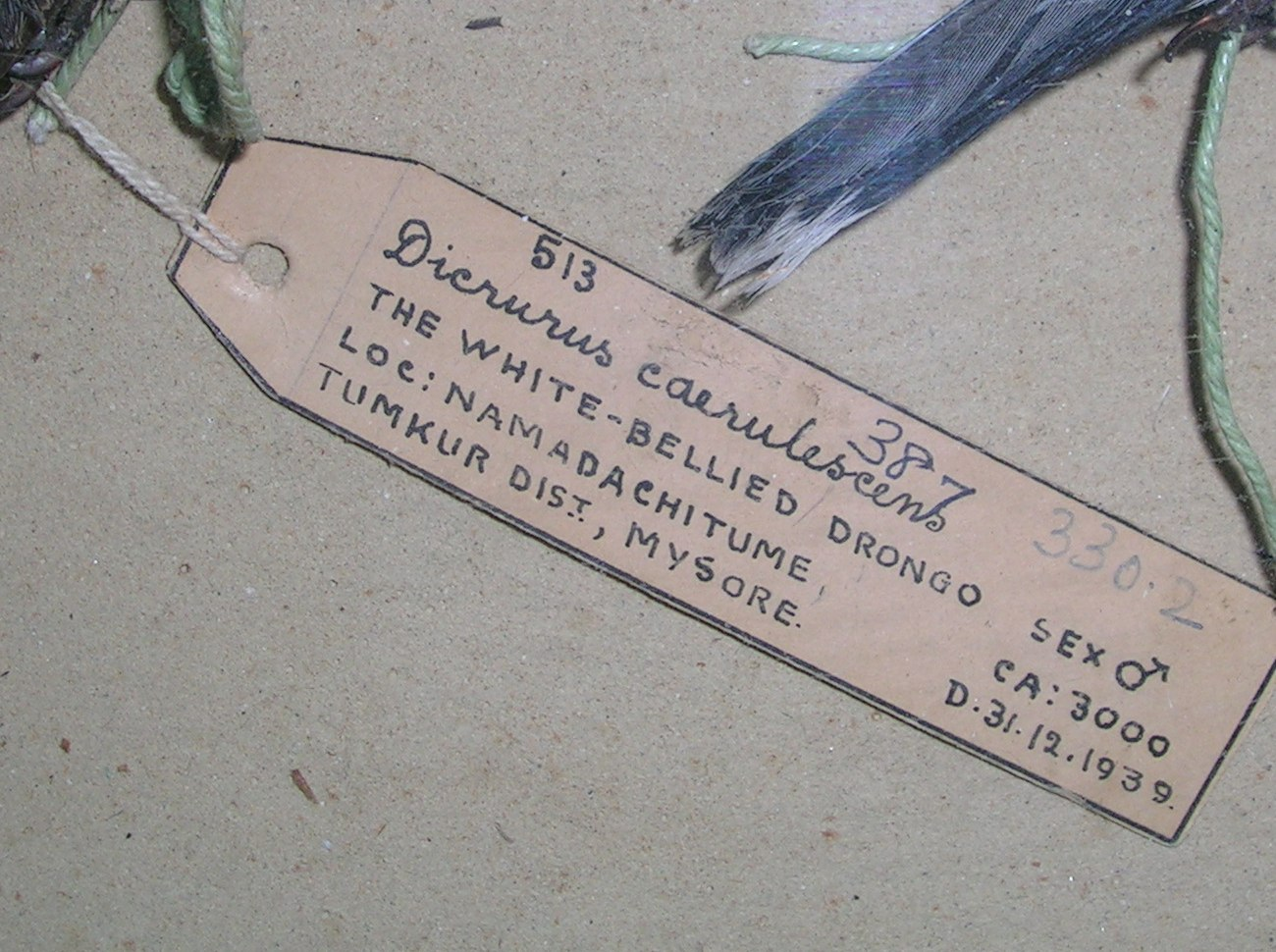
Het label bij de balg van een vogel, de witbuikdrongo (Dicrurus caerulescens). De naam, locatie, sekse en een uniek catalogusnummer staan vermeld.

De documentatie bij een specimen is zeer belangrijk. Minimaal moet bekend zijn: de plaats en datum waarop het object is verzameld, de naam van de persoon die het object verzamelde, een korte omschrijving van het leefgebied. Bij vogels wordt vaak ook vastgelegd de conditie waarin het dier zich bevond, geslachtsrijpheid, gewicht, kleuren van de ogen, snavel en poten en de maaginhoud. Ander weefsel dat zich voor nader onderzoek leent, bijvoorbeeld DNA-onderzoek, moet bij het object bewaard blijven, gekoppeld via een uniek catalogusnummer.